# Catalogo dei dipinti del Museo nazionale di Capodimonte
Il catalogo dei dipinti del Museo nazionale di Capodimonte riporta le opere pittoriche custodite all'interno del Museo nazionale di Capodimonte, ubicato nell'omonima reggia, a Napoli.

## Piano ammezzato
| Foto | Titolo                                        | Autore               | Sala                                 | Nº di inventario |
| ---- | --------------------------------------------- | -------------------- | ------------------------------------ | ---------------- |
|      | Vocazione di san Matteo (copia da Caravaggio) | Belisario Corenzio   | Gabinetto dei disegni e delle stampe | -                |
| -    | Testa grottesca                               | Jusepe de Ribera     | Gabinetto dei disegni e delle stampe | -                |
| -    | Testa di guerriero e studio di elmo           | Aniello Falcone      | Gabinetto dei disegni e delle stampe | -                |
| -    | Santo certosino                               | Giovanni Lanfranco   | Gabinetto dei disegni e delle stampe | -                |
| -    | Giuditta decapita Oloferne                    | Rembrandt            | Gabinetto dei disegni e delle stampe | -                |
| -    | Santa Maria Donnaregina                       | Giacinto Gigante     | Gabinetto dei disegni e delle stampe | -                |
|      | Fanciullo morso da un gambero                 | Sofonisba Anguissola | Gabinetto dei disegni e delle stampe | -                |
|      | Donna seduta                                  | Parmigianino         | Gabinetto dei disegni e delle stampe | -                |

## Primo piano
| Foto | Titolo                                                                                  | Autore                                            | Sala           | Nº di inventario |
| ---- | --------------------------------------------------------------------------------------- | ------------------------------------------------- | -------------- | ---------------- |
|      | Ritratto di Pier Luigi Farnese                                                          | Tiziano Vecellio                                  | Sala 2         | Q 128            |
|      | Ritratto di Filippo II                                                                  | Tiziano Vecellio                                  | Sala 2         | Q 127            |
|      | Ritratto di Carlo V                                                                     | Tiziano Vecellio                                  | Sala 2         | Q 131            |
|      | Ritratto di Paolo III                                                                   | Tiziano Vecellio                                  | Sala 2         | Q 130            |
|      | Ritratto di Paolo III con i nipoti Alessandro e Ottavio Farnese                         | Tiziano Vecellio                                  | Sala 2         | Q 129            |
|      | Ritratto di Paolo III con il camauro                                                    | Tiziano Vecellio                                  | Sala 2         | Q 1135           |
|      | Ritratto del cardinale Alessandro Farnese                                               | Tiziano Vecellio                                  | Sala 2         | Q 133            |
|      | Ritratto di Leone X con i cardinali Giulio de' Medici e Luigi de' Rossi                 | Andrea del Sarto                                  | Sala 2         | Q 138            |
|      | Ritratto del cardinale Alessandro Farnese                                               | Raffaello Sanzio                                  | Sala 2         | Q 145            |
|      | Allegoria della Giustizia                                                               | Giorgio Vasari                                    | Sala 2         | Q 101            |
|      | Crocifissione                                                                           | Masaccio                                          | Sala 3         | Q 36             |
|      | Venere con Amore                                                                        | Michelangelo Buonarroti                           | Sala 4         | GDS 2511         |
|      | Venere e Amore                                                                          | Hendrick van den Broeck                           | Sala 4         | Q 748            |
|      | Gruppo di armigeri                                                                      | Michelangelo Buonarroti                           | Sala 4         | GDS 1490         |
|      | Mosè davanti al roveto ardente                                                          | Raffaello Sanzio                                  | Sala 4         | GSD 1491         |
|      | Madonna del divino amore                                                                | Giovan Francesco Penni                            | Sala 4         | GSD 2512         |
|      | Fondazione di Santa Maria Maggiore                                                      | Masolino da Panicale                              | Sala 5         | Q 35             |
|      | Assunzione della Vergine                                                                | Masolino da Panicale                              | Sala 5         | Q 33             |
|      | Cristo Portacroce                                                                       | Francesco Zaganelli                               | Sala 6         | Q 1096           |
|      | Annunciazione e santi                                                                   | Filippino Lippi                                   | Sala 6         | Q 42             |
|      | Adorazione del Bambino e angeli                                                         | Lorenzo di Credi                                  | Sala 6         | Q 48             |
|      | Madonna col Bambino                                                                     | Perugino                                          | Sala 6         | Q 47             |
|      | Eterno tra cherubini e testa di Madonna                                                 | Raffaello Sanzio                                  | Sala 6         | Q 50             |
|      | Madonna col Bambino e angeli                                                            | Sebastiano Mainardi                               | Sala 6         | Q 45             |
|      | Madonna col Bambino e due angeli                                                        | Sandro Botticelli                                 | Sala 6         | Q 46             |
|      | Madonna col Bambino e san Giovannino                                                    | Raffaellino del Garbo                             | Sala 6         | Q 43             |
|      | Adorazione del Bambino                                                                  | Luca Signorelli                                   | Sala 6         | IC 67            |
|      | Sant'Eufemia                                                                            | Andrea Mantegna                                   | Sala 7         | Q 61             |
|      | Madonna con Bambino e i santi Pietro, Paolo, Antonio Abate e Agostino                   | Taddeo Gaddi                                      | Sala 7         | S 84303          |
|      | Madonna col Bambino                                                                     | Bartolomeo Caporali                               | Sala 7         | Q 51             |
|      | San Giorgio e il drago                                                                  | Ignoto pittore valacco                            | Sala 7         | Q 933            |
|      | Madonna col Bambino e santi                                                             | Bartolomeo Vivarini                               | Sala 8         | Q 66             |
|      | Circoncisione                                                                           | Giovanni Bellini                                  | Sala 8         | Q 65             |
|      | Ritratto di Francesco Gonzaga                                                           | Andrea Mantegna                                   | Sala 8         | Q 60             |
|      | Trasfigurazione di Cristo                                                               | Giovanni Bellini                                  | Sala 8         | Q 56             |
|      | Ritratto del vescovo Bernardo de' Rossi                                                 | Lorenzo Lotto                                     | Sala 8         | Q 57             |
|      | Madonna col Bambino, san Pietro martire e un donatore                                   | Lorenzo Lotto                                     | Sala 8         | Q 55             |
|      | Ritratto di Luca Pacioli                                                                | Jacopo de' Barbari                                | Sala 8         | Q 58             |
|      | Madonna con il Bambino e devoto                                                         | Antonio Solario                                   | Sala 8         | Q 54             |
|      | Madonna col Bambino tra i santi Francesco e Bernardino                                  | Alvise Vivarini                                   | Sala 8         | Q 53             |
|      | Ritratto di Clemente VII                                                                | Sebastiano del Piombo                             | Sala 9         | Q 147            |
|      | Madonna del Velo                                                                        | Sebastiano del Piombo                             | Sala 9         | Q 149            |
|      | Ritratto di Clemente VII con barba                                                      | Sebastiano del Piombo                             | Sala 9         | Q 141            |
|      | Madonna della gatta                                                                     | Giulio Romano                                     | Sala 9         | Q 140            |
|      | Ritratto di giovane                                                                     | Daniele da Volterra                               | Sala 9         | Q 752            |
|      | Madonna del Divino amore                                                                | Raffaello Sanzio e aiuti                          | Sala 9         | Q 146            |
|      | Sacra famiglia                                                                          | Raffaello Sanzio (copia da)                       | Sala 9         | Q 745            |
|      | Madonna del Passeggio                                                                   | Raffaello Sanzio e Giovan Francesco Penni         | Sala 9         | Q 148            |
|      | Giudizio universale                                                                     | Marcello Venusti                                  | Sala 9         | Q 139            |
|      | Scena di sacrificio                                                                     | Pontormo                                          | Sala 10        | Q 1039           |
|      | Assunzione della Vergine con san Giovanni Battista e santa Caterina d'Alessandria       | Fra Bartolomeo                                    | Sala 10        | Q 100            |
|      | Madonna col Bambino e san Giovannino                                                    | Domenico Puligo                                   | Sala 10        | Q 754            |
| -    | Madonna col Bambino, san Giovannino e angeli                                            | Andrea del Sarto                                  | Sala 10        | Q 739            |
|      | Autoritratto in abiti da gentiluomo                                                     | Francesco Salviati                                | Sala 10        | Q 142            |
|      | Ritratto di giovane seduto con tappeto                                                  | Rosso Fiorentino                                  | Sala 10        | Q 112            |
|      | Sacra famiglia e san Giovannino                                                         | Pieter de Witte                                   | Sala 10        | Q 137            |
|      | Doppio ritratto maschile                                                                | Maso da San Friano                                | Sala 10        | Q 474            |
|      | Madonna con Bambino e san Giovannino                                                    | Brescianino                                       | Sala 10        | Q 500            |
|      | Madonna con Bambino e san Giovannino                                                    | Brescianino                                       | Sala 10        | Q 144            |
|      | San Bartolomeo                                                                          | Franciabigio                                      | Sala 10        | Q 320            |
|      | San Bruno                                                                               | Franciabigio                                      | Sala 10        | Q 321            |
|      | Ritratto di dama                                                                        | Agnolo Bronzino (attribuito)                      | Sala 10        | Q 467            |
|      | Madonna con Bambino, sant'Anna e san Giovannino                                         | Agnolo Bronzino                                   | Sala 10        |                  |
|      | Madonna col Bambino e san Giovannino                                                    | Pieter de Witte                                   | Sala 10        |                  |
|      | Cristo dinanzi a Pilato                                                                 | Andrea Schiavone                                  | Sala 11        | Q 858            |
|      | Ritratto di Giulio Clovio                                                               | El Greco                                          | Sala 11        | Q 191            |
|      | Ritratto di giovinetta                                                                  | Tiziano                                           | Sala 11        | Q 135            |
|      | Danae                                                                                   | Tiziano                                           | Sala 11        | Q 134            |
|      | Maddalena penitente                                                                     | Tiziano                                           | Sala 11        | Q 136            |
|      | Ragazzo che soffia su un tizzone acceso                                                 | El Greco                                          | Sala 11        | Q 192            |
|      | Sacra Conversazione con donatori                                                        | Jacopo Palma il Vecchio                           | Sala 11        | Q 84             |
|      | Disputa dell'Immacolata                                                                 | Il Pordenone                                      | Sala 11        | Q 86             |
|      | Sant'Antonio Abate                                                                      | Correggio                                         | Sala 12        | Q 105            |
|      | San Giuseppe e un devoto                                                                | Correggio                                         | Sala 12        | Q 1290-1291      |
|      | La Zingarella                                                                           | Correggio                                         | Sala 12        | Q 107            |
|      | Matrimonio mistico di santa Caterina d'Alessandria                                      | Correggio                                         | Sala 12        | Q 106            |
|      | Madonna con Bambino e san Giovannino                                                    | Michelangelo Anselmi                              | Sala 12        | Q 277            |
|      | Adorazione del Bambino                                                                  | Michelangelo Anselmi                              | Sala 12        | Q 126            |
|      | Natività                                                                                | Michelangelo Anselmi                              | Sala 12        | Q 906            |
|      | Sacra famiglia col Battista e angeli                                                    | Girolamo Mazzola Bedoli                           | Sala 12        | P 544            |
|      | Ritratto di Galeazzo Sanvitale                                                          | Parmigianino                                      | Sala 12        | Q 111            |
|      | Antea                                                                                   | Parmigianino                                      | Sala 12        | Q 108            |
|      | Ritratto di gentiluomo detto Giovan Battista Castaldi                                   | Ignoto pittore parmense                           | Sala 12        | Q 109            |
|      | Sacra Famiglia con san Giovannino                                                       | Parmigianino                                      | Sala 12        | Q 110            |
|      | Santa Chiara                                                                            | Girolamo Mazzola Bedoli                           | Sala 12        | Q 122            |
|      | Lucrezia romana                                                                         | Parmigianino                                      | Sala 12        | Q 125            |
|      | Ritratto di un sarto                                                                    | Girolamo Mazzola Bedoli                           | Sala 12        | Q 120            |
|      | Ritratto di un giovane con libro                                                        | Nicolò dell'Abate                                 | Sala 12        | Q 1138           |
|      | Ritratto di Girolamo de Vincenti                                                        | Girolamo da Carpi                                 | Sala 12        | Q 124            |
|      | Autoritratto alla spinetta                                                              | Sofonisba Anguissola                              | Sala 12        | Q 358            |
|      | Sacrificio di Abramo                                                                    | Lelio Orsi                                        | Sala 12        | Q 81             |
|      | Sacra famiglia con i santi Francesco d'Assisi, Antonio da Padova e Giovanni Evangelista | Girolamo Mazzola Bedoli                           | Sala 12        | Q 923            |
|      | San Giorgio e il drago                                                                  | Lelio Orsi                                        | Sala 12        | Q 83             |
|      | Madonna con Bambino in gloria e santi Pietro, Giovannino e Caterina d'Alessandria       | Francesco Maria Rondani                           | Sala 12        |                  |
|      | Assunzione della Vergine                                                                | Francesco Maria Rondani                           | Sala 12        | Q 922            |
|      | Madonna con Bambino e san Giovannino                                                    | Giovanni Battista Ramenghi                        | Sala 12        | Q 770            |
|      | Paesaggio con scena profana                                                             | Ippolito Scarsella                                | Sala 12        | d'Avalos 137     |
|      | Annunciazione                                                                           | Girolamo Mazzola Bedoli                           | Sala 12        | Q 121            |
|      | Sacra Famiglia con santa Caterina d'Alessandria                                         | Pellegrino Tibaldi                                | Sala 12        | Q 851            |
|      | Madonna col Bambino                                                                     | Sebastiano Filippi                                | Sala 12        | Q 1140           |
|      | Compianto sul Cristo morto                                                              | Giovanni Battista Benvenuti                       | Sala 12        | Q 73             |
|      | San Sebastiano                                                                          | Benvenuto Tisi da Garofalo                        | Sala 12        | Q 80             |
|      | Sacra famiglia                                                                          | Dosso Dossi                                       | Sala 12        | Q 72             |
|      | Circoncisione                                                                           | Benvenuto Tisi da Garofalo                        | Sala 12        | Q 635            |
|      | Sacra Conversazione                                                                     | Dosso Dossi                                       | Sala 12        | Q 276            |
|      | Madonna col Bambino e san Girolamo                                                      | Benvenuto Tisi da Garofalo                        | Sala 12        | Q 71             |
|      | Madonna col Bambino e san Giovannino                                                    | Dosso Dossi                                       | Sala 12        | Q 593            |
|      | Madonna col Bambino e santo Vescovo                                                     | Battista Dossi e Dosso Dossi                      | Sala 12        | Q 76             |
|      | Adorazione dei Magi                                                                     | Benvenuto Tisi da Garofalo                        | Sala 12        |                  |
|      | Madonna col Bambino                                                                     | Jacopo Zanguidi                                   | Sala 13        | Q 118            |
|      | Intervento delle Sabine nella lotta tra Romani e Sabini                                 | Girolamo Mirola                                   | Sala 13        | Q 1062           |
|      | Cebetis Thebani Tabula                                                                  | Jan Soens                                         | Sala 13        | Q 1061           |
| -    | Apollo e Dafne                                                                          | Jan Soens                                         | Sala 13        | Q 1348           |
| -    | Bacco e Arianna                                                                         | Jan Soens                                         | Sala 13        | Q 1349           |
|      | Battesimo di Cristo                                                                     | Jan Soens                                         | Sala 13        | Q 644            |
|      | Santa Cecilia e la visione di san Giovanni                                              | Jan Soens                                         | Sala 13        | Q 606            |
| -    | Ritratto di Settimia Jacobacci                                                          | Giulio Clovio                                     | Sala 14        | AM 10234         |
| -    | Avarizia                                                                                | Jacob de Backer                                   | Sala 15        | C 1280           |
|      | Lussuria                                                                                | Jacob de Backer                                   | Sala 15        | C 1281           |
|      | Invidia                                                                                 | Jacob de Backer                                   | Sala 15        | C 1278           |
|      | Accidia                                                                                 | Jacob de Backer                                   | Sala 15        | -                |
|      | Gola                                                                                    | Jacob de Backer                                   | Sala 15        | C 1318           |
|      | Superbia                                                                                | Jacob de Backer                                   | Sala 15        | C 1279           |
|      | Adorazione dei pastori                                                                  | Boccaccio Boccaccino                              | Sala 16        | Q 68             |
|      | Madonna col Bambino e angelo                                                            | Giulio Cesare Procaccini                          | Sala 16        | Q 116            |
|      | Cristo doloroso con Oliviero Carafa in preghiera                                        | Cesare da Sesto                                   | Sala 16        | Q 88             |
|      | Madonna col Bambino                                                                     | Bernardino Luini                                  | Sala 16        | Q 92             |
|      | Cristo alla colonna                                                                     | Il Moretto                                        | Sala 16        | Q 97             |
|      | Gesù al Getsemani                                                                       | Camillo Procaccini                                | Sala 16        | Q 115            |
|      | Lucrezia                                                                                | Ignoto lombardo                                   | Sala 16        | Q 79             |
|      | Madonna con Bambino e devoti                                                            | Giovanni Agostino da Lodi                         | Sala 16        | Q 95             |
|      | Madonna con Bambino, san Giovanni Battista e san Girolamo                               | Giampietrino                                      | Sala 16        | Q 99             |
|      | Tre mezze figure e un bambino                                                           | Callisto Piazza                                   | Sala 16        | Q 1069           |
|      | Sacra Conversazione                                                                     | Konrad Witz (bottega?)                            | Sala 17        | Q 4              |
|      | Crocifissione                                                                           | Joos van Cleve                                    | Sala 17        | Q 7              |
|      | Compianto sul Cristo morto                                                              | Ignoto maestro di cultura fiamminga               | Sala 17        | Q 77             |
|      | Mosè davanti al roveto ardente                                                          | Herri met de Bles                                 | Sala 17        | Q 6              |
|      | Cristo cammina sulle acque                                                              | Herri met de Bles                                 | Sala 17        | -                |
|      | Paesaggio con Cristo tentato                                                            | Herri met de Bles                                 | Sala 17        | -                |
|      | Paesaggio con il buon samaritano                                                        | Herri met de Bles                                 | Sala 17        | -                |
|      | Paesaggio con il buon samaritano                                                        | Herri met de Bles                                 | Sala 17        | Q 674            |
|      | Paesaggio con tempesta di mare                                                          | Herri met de Bles                                 | Sala 17        | -                |
|      | Parabola dei ciechi                                                                     | Pieter Bruegel il Vecchio                         | Sala 17        | Q 1              |
|      | Misantropo                                                                              | Pieter Bruegel il Vecchio                         | Sala 17        | Q 16             |
|      | Adorazione dei Magi                                                                     | Joos van Cleve                                    | Sala 17        | Q 12             |
| -    | Cristo e l'adultera                                                                     | Lucas Cranach il Vecchio (bottega)                | Sala 17        | Q 13             |
|      | Adorazione del Bambino                                                                  | Jacob Cornelisz van Oostsanen                     | Sala 17        | Q 3              |
|      | Ritratto di Carlo V                                                                     | Bernard van Orley                                 | Sala 17        | Q 14             |
|      | Pietà                                                                                   | Hugo van der Goes                                 | Sala 17        | Q 11             |
|      | Ritratto di principe                                                                    | Ignoto francese                                   | Sala 17        | Q 10             |
|      | Mercato in piazza                                                                       | Joachim Beuckelaer                                | Sala 18        | Q 162            |
|      | Bottega del macellaio                                                                   | Joachim Beuckelaer                                | Sala 18        | Q 662            |
|      | Venditore di animali esotici                                                            | Joachim Beuckelaer                                | Sala 18        | Q 659            |
|      | Mercato di campagna                                                                     | Joachim Beuckelaer                                | Sala 18        | Q 164            |
|      | Venditore di cacciagione                                                                | Joachim Beuckelaer                                | Sala 18        | Q 660            |
|      | Mercato del pesce                                                                       | Joachim Beuckelaer                                | Sala 18        | Q 163            |
|      | Gesù tra i fanciulli                                                                    | Maarten de Vos                                    | Sala 18        | S 84537          |
|      | Ritratto di suonatore di liuto                                                          | Agostino Carracci                                 | Sala 19        | Q 368            |
|      | Sposalizio mistico di santa Caterina                                                    | Annibale Carracci                                 | Sala 19        | PR 319           |
|      | Ritratto di un musicista                                                                | Annibale Carracci                                 | Sala 19        | Q 367            |
|      | Triplo ritratto di Arrigo peloso, Pietro matto e Amon nano                              | Agostino Carracci                                 | Sala 19        | Q 369            |
|      | Democrito                                                                               | Agostino Carracci                                 | Sala 19        | Q 487            |
|      | Rinaldo e Armida                                                                        | Ludovico Carracci                                 | Sala 19        | Q 997            |
|      | Annuncizione/Madonna con Bambino e san Francesco                                        | Antonio Carracci                                  | Sala 19        | Q 930            |
|      | Visione di sant'Eustachio                                                               | Annibale Carracci                                 | Sala 19        | Q 364            |
|      | Ritratto d'uomo                                                                         | Annibale Carracci                                 | Sala 19        | Q 471            |
|      | Sacra Famiglia con angeli e santi                                                       | Denijs Calvaert                                   | Sala 19        | Q 598            |
|      | Sacra Famiglia con san Giovannino e un santo martire benedettino                        | Tiburzio Passerotti                               | Sala 19        | Q 999            |
|      | San Francesco d'Assisi                                                                  | Annibale Carracci                                 | Sala 19        | Q 595            |
|      | Sacra Famiglia con santa Margherita                                                     | Agostino Carracci                                 | Sala 20        | Q 361            |
|      | Rinaldo e Armida                                                                        | Annibale Carracci                                 | Sala 20        | Q 360            |
|      | Allegoria fluviale                                                                      | Annibale Carracci                                 | Sala 20        | Q 132            |
|      | Ercole al bivio                                                                         | Annibale Carracci                                 | Sala 20        | Q 365            |
|      | Deposizione                                                                             | Sisto Badalocchio                                 | Sala 20        | Q 355            |
|      | Pietà                                                                                   | Annibale Carracci                                 | Sala 20        | Q 363            |
|      | Maddalena assunta in cielo                                                              | Giovanni Lanfranco                                | Sala 20        | Q 341            |
|      | Gesù servito dagli angeli                                                               | Giovanni Lanfranco                                | Sala 20        | Q 336            |
|      | San Girolamo                                                                            | Annibale Carracci                                 | Sala 20        | Q 611            |
|      | Bacco                                                                                   | Annibale Carracci                                 | Sala 20        | Q 359            |
|      | Gruppo d'angeli                                                                         | Annibale Carracci                                 | Sala 20        | Q 366            |
|      | Resurrezione di Cristo                                                                  | Sisto Badalocchio                                 | Sala 20        | Q 603            |
|      | Samaritana al pozzo                                                                     | Giovanni Lanfranco                                | Sala 20        | -                |
|      | San Girolamo                                                                            | Annibale Carracci                                 | Sala 20        | Q 999            |
|      | Satiro                                                                                  | Annibale Carracci                                 | Sala 20        | P 802            |
|      | La Carità                                                                               | Bartolomeo Schedoni                               | Sala 21        | Q 373            |
|      | Ritratto di Vincenzo Grassi                                                             | Bartolomeo Schedoni                               | Sala 21        | Q 384            |
|      | San Sebastiano curato dalle pie donne                                                   | Bartolomeo Schedoni                               | Sala 21        | Q374             |
|      | Cupido                                                                                  | Bartolomeo Schedoni                               | Sala 21        | Q 385            |
|      | San Raffaele Arcangelo trionfa sul demonio                                              | Giovanni Lanfranco                                | Sala 22        | Q 343            |
|      | Madonna con Bambino e i santi Francesco e Rustico                                       | Giovanni Lanfranco                                | Sala 22        | Q 339            |
|      | Madonna con il Bambino e i santi Carlo Borromeo e Bartolomeo                            | Giovanni Lanfranco                                | Sala 22        | Q 334            |
|      | La Vergine con il Bambino e le sante Maria Egiziaca e Margherita                        | Giovanni Lanfranco                                | Sala 22        | S 113782         |
|      | Madonna che salva un'anima con i santi Girolamo e Apollonia                             | Giovanni Lanfranco                                | Sala 22        | Q 340            |
| -    | Testa di vecchio                                                                        | Antoon van Dyck                                   | Sala 24        | Q 629            |
|      | San Giorgio che uccide il drago                                                         | copia da Peter Paul Rubens                        | Sala 24        | S 84556          |
|      | Ritratto di magistrato                                                                  | Thomas de Keyser                                  | Sala 24        | Q 188            |
| -    | Madonna col Bambino entro una ghirlanda di fiori                                        | Daniel Seghers                                    | Sala 24        | Q 173            |
|      | Cristo crocifisso                                                                       | Antoon van Dyck                                   | Sala 24        | Q 193            |
|      | Selvaggina e animali                                                                    | David de Coninck                                  | Sala 24        | Q 170            |
|      | Cavallo bianco                                                                          | Pieter Cornelisz Verbeeck                         | Sala 24        | Q 180            |
|      | Paesaggio con gregge e pastori                                                          | Karel Dujardin                                    | Sala 24        | Q 186            |
|      | Festa nel villaggio                                                                     | Gillis Mostaert                                   | Sala 25        | Q 167            |
| -    | Corteo di Diana                                                                         | Ignoto pittore fiammingo                          | Sala 25        | Q 1023           |
| -    | Paesaggio con villa Medici a Roma                                                       | Sebastian Vrancx                                  | Sala 25        | Q 179            |
| -    | Paesaggio invernale                                                                     | Pieter Brueghel il Giovane                        | Sala 25        | Q 178            |
| -    | Interno di cucina                                                                       | David Teniers il Giovane                          | Sala 26        | Q 185            |
|      | Caccia al daino                                                                         | David de Coninck                                  | Sala 26        | Q 568            |
|      | Caccia alla lepre                                                                       | David de Coninck                                  | Sala 26        | Q 569            |
|      | Selvaggina                                                                              | Pieter Boel                                       | Sala 26        | Q 168            |
|      | Angelo custode                                                                          | Domenichino                                       | Sala 27        | Q 348            |
|      | Santa Elisabetta in gloria                                                              | Francesco Albani                                  | Sala 27        | Q 356            |
|      | San Pietro penitente                                                                    | Carlo Maratta                                     | Sala 27        | Q 533            |
|      | Caduta di Simon mago                                                                    | Ludovico Carracci                                 | Sala 27        | Q 1115           |
|      | Madonna col Bambino e angeli                                                            | Alessandro Tiarini                                | Sala 27        | Q 576            |
|      | San Giovanni Evangelista                                                                | Guido Reni (attribuito)                           | Sala 27        | Q 581            |
|      | Atalanta e Ippomene                                                                     | Guido Reni                                        | Sala 27        | Q 349            |
|      | Quattro stagioni                                                                        | Guido Reni                                        | Sala 27        | S 84055          |
|      | Allegoria della Liberalità e Modestia                                                   | Guido Reni e bottega (Giovanni Giacomo Semenza ?) | Sala 27        | Q 1112           |
|      | Venere alla toelette                                                                    | Francesco Manzini (copia da Guido Reni)           | Sala 27        | Q 1640           |
|      | Ulisse e Nausicaa                                                                       | Michele Desubleo                                  | Sala 27        | S.G. 80          |
|      | Flagellazione di Cristo                                                                 | Lionello Spada (attribuito)                       | Sala 27        | Q 351            |
|      | San Rocco                                                                               | Carlo Saraceni                                    | Sala 27        | Q 857            |
|      | Venere e Adone                                                                          | Luca Cambiaso                                     | Sala 28        | Q 777            |
|      | San Sebastiano condotto al sepolcro                                                     | Domenico Cresti                                   | Sala 28        | Q 102            |
|      | Pietà                                                                                   | Cigoli                                            | Sala 28        | Q 738            |
|      | Morte di Adone                                                                          | Luca Cambiaso                                     | Sala 28        | Q 776            |
|      | Profezia di Basilide (denominato anche: L'imperatore Tito consulta i profeti ebraici)   | Pietro Testa                                      | Sala 29        | Q 1696           |
|      | Ritratto virile                                                                         | Bernardo Strozzi                                  | Sala 29        | Q 337            |
| -    | Negazione di san Pietro                                                                 | Orazio De Ferrari                                 | Sala 29        | Q 455            |
|      | Ritratto del cardinale Ludovico di Vendôme                                              | Giovan Battista Gaulli                            | Sala 29        | Q 196            |
|      | Volo di Icaro                                                                           | Carlo Saraceni                                    | Sala 29        | Q 151            |
|      | Caduta di Icaro                                                                         | Carlo Saraceni                                    | Sala 29        | Q 152            |
|      | Seppellimento di Icaro                                                                  | Carlo Saraceni                                    | Sala 29        | Q 153            |
|      | Paesaggio con la ninfa Egeria                                                           | Claude Lorrain                                    | Sala 29        | Q 184            |
|      | Vaprio e Canonica verso sud della riva occidentale dell'Adda                            | Bernardo Bellotto                                 | Sala 29        | Q 1825           |
|      | Ponte di Rialto                                                                         | Francesco Guardi                                  | Sala 29        | Q 1830           |
|      | Veduta dell'isola di San Giorgio Maggiore                                               | Francesco Guardi                                  | Sala 29        | Q 1831           |
|      | Paesaggio con Arianna abbandonata                                                       | Carlo Saraceni                                    | Sala 29        | Q 156            |
|      | Paesaggio con ratto di Ganimede                                                         | Carlo Saraceni                                    | Sala 29        | Q 154            |
|      | Paesaggio con Salmance ed Ermafrodito                                                   | Carlo Saraceni                                    | Sala 29        | Q 155            |
|      | Palazzo Ducale a Venezia                                                                | Michele Marieschi                                 | Sala 29        | Q 818            |
|      | Veduta di Venezia e della chiesa di Santa Maria della Salute                            | Michele Marieschi                                 | Sala 29        | Q 819            |
|      | Paradiso                                                                                | Marcantonio Bassetti                              | Sala 29        | Q 583            |
|      | Assunzione della Maddalena                                                              | Sebastiano Ricci                                  | Sala 30        | Q 562            |
|      | Cristo e il centurione                                                                  | Sebastiano Ricci                                  | Sala 30        | -                |
|      | Cristo e la cananea                                                                     | Sebastiano Ricci                                  | Sala 30        | -                |
|      | La Vergine intercede per le anime del Purgatorio                                        | Sebastiano Ricci                                  | Sala 30        | Q 210            |
|      | Sacra Famiglia e santi                                                                  | Giuseppe Maria Crespi                             | Sala 30        | Q 347            |
|      | Tolomeo Filadelfo nella biblioteca di Alessandria                                       | Vincenzo Camuccini                                | Sala 31        | OA 218           |
|      | Castello di Benrath                                                                     | Alexandre-Hyacinthe Dunouy                        | Sala 31        | OA 6561          |
|      | Carlo di Borbone in visita alla basilica di San Pietro                                  | Giovanni Paolo Pannini                            | Sala 32        | Q 208            |
|      | Carlo di Borbone visita il papa Benedetto XIV nella coffee-house del Quirinale          | Giovanni Paolo Pannini                            | Sala 32        | Q 205            |
|      | Ritratto di Carlo di Borbone in abiti da cacciatore                                     | Antonio Sebastiani                                | Sala 32        | Q 488            |
|      | Carlo di Borbone                                                                        | Francesco Liani                                   | Sala 32        | Caserta 505      |
|      | Maria Amalia di Sassona                                                                 | Francesco Liani                                   | Sala 32        | Caserta 504      |
|      | Marina con gitanti e pescatori                                                          | Carlo Bonavia                                     | Sala 32        | De C 905         |
|      | Partenza di Carlo per la Spagna vista da terra                                          | Antonio Joli                                      | Sala 33        | 24               |
|      | Partenza di Carlo per la Spagna vista dal mare                                          | Antonio Joli                                      | Sala 33        | 23               |
|      | Ritratto di Ferdinando IV                                                               | Anton Raphael Mengs                               | Sala 33        | Q 207            |
|      | Ferdinando IV a cavallo con la corte                                                    | Antonio Joli                                      | Sala 33        | OA 136           |
|      | Carlo di Borbone a caccia di folaghe sul lago di Licola                                 | Claude Joseph Vernet                              | Sala 33        | OA 4762          |
|      | Ritratto equestre di Carlo di Borbone                                                   | Francesco Liani                                   | Sala 34        | OA 7219          |
|      | Ritratto equestre di Maria Amalia di Sassonia                                           | Francesco Liani                                   | Sala 34        | OA 7724          |
|      | Ritratto di Maria Luisa di Parma                                                        | Francisco Goya                                    | Sala 34        | Q 119            |
|      | Ritratto di Carlo IV, re di Spagna                                                      | Francisco Goya                                    | Sala 34        | Q 121            |
|      | Ferdinando IV                                                                           | Francesco Liani                                   | Sala 34        | -                |
|      | Ritratto di Maria Carolina                                                              | Francesco Liani                                   | Sala 34        | -                |
|      | Ritratto della famiglia di Ferdinando IV                                                | Angelika Kauffmann                                | Sala 37        | OA 6557          |
|      | Ritratto della famiglia di Francesco I                                                  | Giuseppe Cammarano                                | Sala 37        | SM 12323         |
| -    | Parte di cassone                                                                        | Marco Dal Buono e Apollonio di Giovanni           | Sala 30-41 (?) | DC 935           |
|      | Ferdinando IV a caccia di folaghe sul lago di Fusaro                                    | Jakob Philipp Hackert                             | Sala 43        | OA 7422          |
|      | Mietitura a Carditello                                                                  | Jakob Philipp Hackert                             | Sala 43        | Q 143            |
| -    | Cascata                                                                                 | Carlo Bonavia                                     | Sala 43        | Q 297            |
|      | Eruzione del Vesuvio dal ponte della Maddalena                                          | Pierre-Jacques Volaire                            | Sala 43        | d'Avalos 23      |
|      | Veduta della Solfatara                                                                  | Pierre-Jacques Volaire                            | Sala 43        | Q 1832           |
|      | Ritratto della principessa Maria Cristina                                               | Élisabeth Vigée Le Brun                           | Sala 51        | OA 7226          |
|      | Ritratto di Gabriele di Borbone                                                         | Anton Raphael Mengs                               | Sala 51        | OA Caserta 102   |
|      | Ritratto di Antonio Pasquale di Borbone                                                 | Anton Raphael Mengs                               | Sala 51        | OA Caserta 156   |
|      | Ritratto di Francesco Saverio principe di Polonia                                       | Marie-Catherine Silvestre                         | Sala 53        | OA 7222          |
|      | Ritratto di Maria Giuseppina principessa di Polonia                                     | Marie-Catherine Silvestre                         | Sala 53        | OA 7243          |
|      | Ritratto di Gioacchino Murat                                                            | François Gérard                                   | Sala 54        | OA 4721          |
|      | Napoleone I, imperatore                                                                 | François Gérard                                   | Sala 54        | OA 7231          |
|      | Figli di Murat visitano gli scavi di Ercolano                                           | Louis Nicolas Lemasle                             | Sala 54        | OA 4720          |
|      | Ulisse alla corte di Alcinoo                                                            | Francesco Hayez                                   | Sala 56        | OA 3793          |
|      | Morte di Giulio Cesare                                                                  | Vincenzo Camuccini                                | Sala 56        | OA 6582          |
|      | La Real Casina di Quisisana                                                             | Johan Christian Dahl                              | Sala 57        | OA 1388          |
|      | La cappella del Tesoro di San Gennaro                                                   | Giacinto Gigante                                  | Sala 58        | PS 134           |
|      | Templi di Paestum                                                                       | Anton Sminck van Pitloo                           | Sala 58        | OA 112           |
|      | Matrimonio della principessa Maria Carolina di Borbone col duca di Berry                | Louis Nicolas Lemasle                             | Sala 59        | OA 176           |
|      | Maria Amalia di Orléans con il figlio duca di Chartres                                  | François Gérard                                   | Sala 59        | OA 7225          |
|      | Veduta della parte interna del Salone dei Gessi del Real Istituto di Belle Arti         | Vincenzo Abbati                                   | Sala 59        | OA 6596          |

## Secondo piano
| Foto | Titolo | Autore                                 | Sala          | Nº di inventario    |
| ---- | --- | -------------------------------------- | ------------- | ------------------- |
|      | San Domenico | Giovanni da Taranto                    | Sala 63       | -                   |
|      | Santa Maria de Flumine | Ignoto pittore campano                 | Sala 63       | Q 1090              |
|      | Sant'Antonio Abate e santi | Niccolò di Tommaso                     | Sala 63       | -                   |
|      | Testa di Vergine e Testa del bambino                                                                                                  | ignoto pittore campano                 | Sala 63       | -                   |
|      | Crocifissione | Roberto d'Oderisio                     | Sala 64       | SM 12634            |
|      | San Giacomo apostolo | Andrea Vanni                           | Sala 64       | Q 40                |
|      | Redentore benedicente | Andrea Vanni                           | Sala 64       | Q 32                |
|      | Madonna dell'Umiltà | Roberto d'Oderisio                     | Sala 64       | -                   |
|      | Madonna dell'Umiltà con san Domenico                                                                                                  | Maestro delle Tempere francescane      | Sala 65       | -                   |
|      | Sant'Anna Metterza e i santi Pietro e Paolo                                                                                           | Maestro delle Storie di San Ladislao   | Sala 65       | Q 37                |
|      | San Ludovico di Tolosa che incorona il fratello Roberto d'Angiò                                                                       | Simone Martini                         | Sala 66       | Q 34                |
|      | San Michele Arcangelo con i santi Girolamo e Giacomo della Marca e due donatori della famiglia Turbolo                                | Ignoto pittore napoletano-fiammingo    | Sala 67       | Q 27                |
|      | Consegna della regola francescana | Colantonio                             | Sala 67       | Q 21                |
|      | San Girolamo nello studio | Colantonio                             | Sala 67       | Q 20                |
|      | Deposizione dalla croce | Colantonio                             | Sala 67       | -                   |
|      | Polittico di san Vincenzo Ferrer | Colantonio                             | Sala 67       | -                   |
|      | Sant'Antonio da Padova | Maestro di San Giovanni da Capestrano  | Sala 67       | -                   |
|      | Sant'Adriano | Ignoto pittore catalano                | Sala 67       | Q 19                |
|      | Madonna con Bambino/San Severino apostolo del Norico in trono e santi                                                                 | Maestro di San Severino                | Sala 67       | -                   |
|      | Annunciata | Ignoto pittore napoletano              | Sala 67       | Q 1741              |
|      | San Bernardino da Siena | Ignoto pittore siciliano               | Sala 67       | -                   |
|      | Sant'Agostino | Juan de Borgoña                        | Sala 68       | Q 1811              |
|      | Crocifissione | Ignoto pittore veronese o padovano     | Sala 68       | Q 85                |
|      | Polittico di san Michele | Francesco Pagano                       | Sala 68       | -                   |
|      | Santi Giovanni Battista e Benedetto, Giovanni evangelista e Bernardo                                                                  | Cristoforo Scacco di Verona            | Sala 68       | Q 62, 810           |
|      | Madonna col Bambino in trono e santi/Martirio di santo Stefano                                                                        | Pietro Befulco                         | Sala 68       | Q 726               |
|      | Cristo nel sepolcro con i simboli della passione                                                                                      | Vincenzo de Rogota                     | Sala 68       | Q 78                |
|      | Dormitio Virginis | Alessandro Buono                       | Sala 68       | -                   |
|      | Dormitio Virginis | Riccardo Quartararo                    | Sala 68       | -                   |
|      | Incoronazione della Vergine con i santi Marco e Giuliano                                                                              | Cristoforo Sacco di Verona             | Sala 68       | Q 64, 814, 804      |
|      | Madonna con Bambino in trono e santi Francesco e Giovanni Battista                                                                    | Cristoforo Sacco di Verona             | Sala 68       | Q 805, 806, 63, 69  |
|      | Madonna con Bambino tra san Giovanni Battista e santa Caterina d'Alessandria                                                          | Ignoto seconda metà XV secolo          | Sala 68       | -                   |
|      | Madonna e santi | Pietro Befulco                         | Sala 68       | Q 701               |
|      | Madonna col Bambino in trono e santi/Cristo nel sepolcro con la Vergine e san Giovanni Evangelista/Cristo risorto e i dodici apostoli | Francesco Cicino                       | Sala 69       | Q 26                |
|      | Madonna col Bambino in trono e santi                                                                                                  | Antonio Rimpatta                       | Sala 69       | Q 94                |
|      | Assunzione della Vergine | Pinturicchio e bottega                 | Sala 69       | Q 49                |
|      | Madonna con Bambino e angeli | Protasio Crivelli                      | Sala 69       | Q 800               |
|      | Madonna col Bambino | Cristofaro Faffeo                      | Sala 69       | -                   |
|      | Madonna della Pace e i santi Giovanni Battista e Caterina d'Alessandria                                                               | Francesco Cicino                       | Sala 69       | Q 1083              |
|      | Madonna delle Grazie e i santi Sebastiano e Domenico                                                                                  | Stefano Sparano                        | Sala 69       | -                   |
|      | Strage degli innocenti | Matteo di Giovanni                     | Sala 69       | Q 38                |
|      | Madonna col Bambino e i santi Giovanni Battista e Paolo                                                                               | Girolamo Marchesi                      | Sala 70       | S 113587            |
|      | Polittico con adorazione del Bambino e santi                                                                                          | Giovanni Filippo Criscuolo             | Sala 70       | Q 329               |
|      | Deposizione | Andrea Sabatini                        | Sala 70       | Q 774               |
|      | San Benedetto in cattedra e santi | Andrea Sabatini                        | Sala 70       | Q 1113              |
|      | Adorazione dei Magi | Cesare da Sesto                        | Sala 70       | Q 98                |
|      | Polittico della Visitazione | Pedro Fernández                        | Sala 70       | Q 801, 796, 96, 795 |
|      | Madonna con Bambino tra i santi Matteo e Giovanni evangelista                                                                         | Andrea Sabatini                        | Sala 70       | -                   |
|      | Madonna col Bambino tra i santi Leonardi e Donato                                                                                     | Agostino Tesauro                       | Sala 70       | Q 328               |
|      | San Nicola di Bari | Andrea Sabatini                        | Sala 70       | -                   |
|      | Andata al Calvario | Polidoro da Caravaggio                 | Sala 72       | Q 103               |
|      | Trasporto di Cristo al sepolcro | Polidoro da Caravaggio                 | Sala 72       | Q 1774              |
|      | San Pietro | Polidoro da Caravaggio                 | Sala 72       | -                   |
|      | Sant'Andrea | Polidoro da Caravaggio                 | Sala 72       | -                   |
|      | Adorazione dei pastori | Polidoro da Caravaggio                 | Sala 72       | Q 741               |
|      | Andata al Calvario | Polidoro da Caravaggio                 | Sala 72       | Q 740               |
|      | Assunzione della Vergine | Polidoro da Caravaggio                 | Sala 72       | Q 1028              |
|      | Dormitio Virginis | Marco Cardisco                         | Sala 72       | Q 1792              |
|      | Madonna del Soccorso | Severo Ierace Marco Cardisco           | Sala 72       | Q 717               |
|      | Pentecoste | Polidoro da Caravaggio                 | Sala 72       | Q 742               |
|      | Vocazione di San Matteo | Polidoro da Caravaggio                 | Sala 72       | Q 1042              |
|      | Morte e assunzione della Vergine | Pedro Machuca                          | Sala 73       | Q 1789              |
|      | Disputa di sant'Agostino | Marco Cardisco                         | Sala 73       | Q 973               |
|      | Madonna col Bambino e i santi Agostino e Bernardo                                                                                     | Stefano Giordano                       | Sala 73       | -                   |
|      | Madonna col Bambino e i santi Lucia e Antonio da Padova                                                                               | Pietro Negroni                         | Sala 73       | -                   |
|      | Madonna con i santi Marco e Andrea e San Michele Arcangelo che sconfigge il demone                                                    | Marco Cardisco                         | Sala 73       | -                   |
|      | Cristo con gli apostoli | Marco Cardisco                         | Sala 73       | -                   |
|      | Cena in casa del fariseo | Giorgio Vasari                         | Sala 74       | Q 1073              |
|      | Cena in casa del fariseo | Giorgio Vasari                         | Sala 74       | Q 1074              |
|      | Presentazione al tempio | Giorgio Vasari                         | Sala 74       | Q 1076              |
|      | Resurrezione | Il Sodoma                              | Sala 74       | Q 90                |
|      | Annunciazione | Pedro de Rubiales                      | Sala 74       | Q 1837              |
|      | Presentazione al tempio | Leonardo da Pistoia                    | Sala 74       | -                   |
|      | Resurrezione | Giorgio Vasari e Raffaellino del Colle | Sala 74       | -                   |
|      | Immacolata e storie della Vergine | Marco dal Pino                         | Sala 75       | Q 720               |
|      | Adorazione dei Magi | Marco dal Pino                         | Sala 75       | Q 104               |
|      | Adorazione dei pastori | Marco dal Pino                         | Sala 75       | S 84213             |
|      | Decollazione del Battista | Giorgio Vasari                         | Sala 75       | -                   |
|      | Nascita del Battista | Giorgio Vasari                         | Sala 75       | -                   |
|      | San Gregorio Magno | Giorgio Vasari                         | Sala 75       | -                   |
|      | Sant'Agostino | Giorgio Vasari                         | Sala 75       | -                   |
|      | Sant'Ambrogio | Giorgio Vasari                         | Sala 75       | -                   |
|      | San Matteo | Giorgio Vasari                         | Sala 75       | -                   |
|      | Giobbe | Giorgio Vasari                         | Sala 75       | -                   |
|      | Adamo | Giorgio Vasari                         | Sala 75       | -                   |
|      | San Girolamo | Giorgio Vasari                         | Sala 75       | -                   |
|      | San Giovanni Evangelista | Giorgio Vasari                         | Sala 75       | -                   |
|      | San Luca | Giorgio Vasari                         | Sala 75       | -                   |
|      | Sacrificio di Isacco | Giorgio Vasari                         | Sala 75       | -                   |
|      | Caino e Abele | Giorgio Vasari                         | Sala 75       | -                   |
|      | Annuncio a Zaccaria | Giorgio Vasari                         | Sala 75       | -                   |
|      | Battesimo di Cristo | Giorgio Vasari                         | Sala 75       | -                   |
|      | Donna di Salomè | Giorgio Vasari                         | Sala 75       | -                   |
|      | Crocifissione | Dirk Hendricksz                        | Sala 75       | Q 478               |
|      | Decollazione del Battista | Marco dal Pino                         | Sala 75       | -                   |
| -    | Andata al Calvario | Giovanni Bernardo Lama                 | Sala 75 bis   | -                   |
|      | Pietà e santi | Silvestro Buono                        | Sala 75 bis   | Q 331               |
|      | Madonna del Rosario | Dirk Hendricksz                        | Sala 76       | Q 1118              |
|      | Circoncisione | Girolamo Imparato                      | Sala 76       | -                   |
|      | Annunciazione | Francesco Curia                        | Sala 76       | Q 1110              |
|      | Madonna del Rosario | Aert Mytens                            | Sala 76       | Q 1092              |
|      | Annunciazione | Tiziano                                | Sala 76       | -                   |
|      | Ultima Cena | Dirk Hendricksz                        | Sala 76       | -                   |
|      | Ultima Cena | Dirk Hendricksz                        | Sala 76       | -                   |
|      | Gesù nell'orto dei Getsemani | Cavalier d'Arpino e bottega            | Sala 77       | Q 730               |
|      | Trinità con i santi Giovanni Battista e Francesco d'Assisi                                                                            | Luigi Rodriguez                        | Sala 77       | Q 794               |
|      | Annunciazione | Scipione Pulzone                       | Sala 77       | Q 733               |
|      | Pietà | Ippolito Borghese                      | Sala 77       | Q 525               |
|      | Adorazione dei pastori | Fabrizio Santafede                     | Sala 77       | Q 1111              |
|      | Gloria di angeli | Bernardino Parasole                    | Sala 77       | -                   |
|      | Gloria di angeli | Bernardino Parasole                    | Sala 77       | -                   |
|      | Gloria di angeli | Cavalier d'Arpino                      | Sala 77       | -                   |
|      | Pietà | Ippolito Borghese                      | Sala 77       | Q 524               |
|      | Presentazione al tempio | Giovanni Balducci                      | Sala 77       | Q 1309              |
|      | San Benedetto in gloria | Cavalier d'Arpino                      | Sala 77       | -                   |
|      | San Michele Arcangelo | Cavalier d'Arpino                      | Sala 77       |                     |
|      | Flagellazione di Cristo | Michelangelo Merisi da Caravaggio      | Sala 78       | -                   |
|      | Santa Cecilia | Carlo Sellitto                         | Sala 79       | Q 313               |
|      | Ecce Homo | Battistello Caracciolo                 | Sala 79       | Q 1709              |
|      | Cristo alla colonna | Battistello Caracciolo                 | Sala 79       | Q 1780              |
|      | Sacrificio di Isacco | Filippo Vitale                         | Sala 79       | Q 1813              |
|      | Compianto sul corpo di Abele | Battistello Caracciolo                 | Sala 79       | Q 1812              |
|      | Venere a Adone | Battistello Caracciolo                 | Sala 79       | -                   |
|      | Annunciazione | Louis Finson                           | Sala 79       | Q 669               |
|      | Crocifissione | Battistello Caracciolo                 | Sala 79       | -                   |
|      | Madonna col Bambino | Francesco Guarini                      | Sala 81/83-84 | Q 288               |
|      | San Girolamo scrivente | Francesco Guarini                      | Sala 81/83-84 | Q 528               |
|      | Sant'Alessio morente | Francesco Guarini                      | Sala 81/83-84 | Q 527               |
|      | Giuditta che decapita Oloferne | Artemisia Gentileschi                  | Sala 87       | Q 378               |
|      | Giuditta con l'ancella | Artemisia Gentileschi                  | Sala 87       | Q 377               |
|      | Circoncisione | Simon Vouet                            | Sala 88       | -                   |
|      | Sacrificio di Mosè | Massimo Stanzione                      | Sala 89       | Q 1722              |
|      | San Girolamo e l'angelo del Giudizio                                                                                                  | Jusepe de Ribera                       | Sala 90       | Q 312               |
|      | Annunciazione | Artemisia Gentileschi                  | Sala 88-90    | Q 375               |
|      | Miracolo di sant'Antonio da Padova | Battistello Caracciolo                 | Sala 88-90    | -                   |
|      | Martirio di sant'Agata | Massimo Stanzione                      | Sala 88-90    | Q 1204              |
|      | Fuga in Egitto | Battistello Caracciolo                 | Sala 88-90    | Q 1086              |
|      | Madonna col Bambino | Massimo Stanzione                      | Sala 88-90    | -                   |
|      | Sant'Agata in carcere | Massimo Stanzione                      | Sala 88-90    | Q 480 0             |
|      | Angelo con dadi e tunica | Simon Vouet                            | Sala 88-90    | Q 1141              |
|      | Angelo con la lancia | Simon Vouet                            | Sala 88-90    | Q 1142              |
|      | San Sebastiano | Andrea Vaccaro                         | Sala 88-90    | Q 456               |
|      | San Giovanni Battista | Cesare Fracanzano                      | Sala 88-90    | Q 1775              |
|      | San Paolo | Pietro Novelli                         | Sala 88-90    | Q 316               |
|      | La Santissima Trinità invia l'arcangelo Gabriele alla Vergine                                                                         | Pietro Novelli                         | Sala 88-90    | Q 563               |
|      | Maddalena in meditazione | Jusepe de Ribera                       | Sala 88-90    | Q 1814              |
|      | Eterno Padre | Jusepe de Ribera                       | Sala 88-90    | Q 531               |
|      | Trinitas terrestris con san Bruno, san Benedetto, san Bernardino e san Bonaventura                                                    | Jusepe de Ribera                       | Sala 88-90    | Q 1793              |
|      | Giuditta che decapita Oloferne | Pietro Novelli                         | Sala 91       | Q 309               |
|      | Sileno ebbro | Jusepe de Ribera                       | Sala 91       | Q 298               |
|      | Annuncio ai pastori | Maestro dell'Annuncio ai pastori       | Sala 91       | IC 464              |
|      | Il ritorno del figliuol prodigo | Maestro dell'Annuncio ai pastori       | Sala 91       | S 84590             |
|      | Il ritorno del figliuol prodigo | Maestro dell'Annuncio ai pastori       | Sala 91       | -                   |
|      | Trionfo di Bacco | Francesco Fracanzano                   | Sala 91       | Q 1056              |
|      | Interno di cucina | Francesco Fracanzano                   | Sala 92       | Q 771               |
|      | Cena in Emaus | Matthias Stomer                        | Sala 92       | Q 667               |
|      | Adorazione dei pastori | Matthias Stomer                        | Sala 92       | Q 642               |
|      | Adorazione dei pastori | Matthias Stomer                        | Sala 92       | Q 641               |
|      | Morte di Seneca | Matthias Stomer                        | Sala 92       | Q 1057              |
|      | Sacra Famiglia | Matthias Stomer                        | Sala 92       | Q 194               |
|      | Salomè con la testa del Battista | Charles Mellin                         | Sala 93       | Q 1312              |
|      | David con la testa di Golia | Giovan Battista Spinelli               | Sala 93       | Q 1790              |
|      | Trionfo di David | Andrea Vaccaro                         | Sala 93       | Q 1751              |
|      | Adorazione del vitello d'oro | Andrea Vaccaro                         | Sala 93       | Q 1752              |
|      | Susanna e i vecchioni | Pacecco De Rosa                        | Sala 93       | Q 1091              |
|      | Giudizio di Paride | Pacecco De Rosa                        | Sala 93       | Q 990               |
|      | San Luca evangelista | Pacecco De Rosa                        | Sala 93       | Q 482               |
|      | San Matteo | Pacecco De Rosa                        | Sala 93       | Q 481               |
|      | Fuga in Egitto | Pacecco De Rosa                        | Sala 93       | Q 558               |
|      | Andata al Calvario | Pacecco De Rosa                        | Sala 93       | Q 557               |
|      | Estasi di sant'Antonio da Padova | Pacecco De Rosa                        | Sala 93       | Q 556               |
|      | Sant'Agata | Francesco Guarini                      | Sala 93       | DR 365              |
|      | Lucrezia | Massimo Stanzione                      | Sala 93       | Q 570               |
|      | Santa Cecilia al cembalo e angeli | Francesco Guarini                      | Sala 93       | Q 293               |
|      | Rinvenimento della croce | Johann Heinrich Schönfeld              | Sala 94       | Q 281               |
|      | Giuditta con la testa di Oloferne | Bernardo Cavallino                     | Sala 94       | Q 283               |
|      | Sant'Antonio da Padova | Bernardo Cavallino                     | Sala 94       | Q 279               |
|      | Martirio di san Bartolomeo | Bernardo Cavallino                     | Sala 94       | Q 1065              |
|      | Santa Cecilia in estasi (bozzetto) | Bernardo Cavallino                     | Sala 94       | Q 285               |
|      | Santa Cecilia in estasi | Bernardo Cavallino                     | Sala 94       | Q 1795              |
|      | La cantatrice | Bernardo Cavallino                     | Sala 94       | Q 290               |
|      | Il ritorno del figliuol prodigo | Bernardo Cavallino                     | Sala 94       | Q 1732              |
| -    | Battaglia tra Ebrei e Amaleciti | Micco Spadaro                          | Sala 95       | Q 446               |
|      | Predoni e armenti | Grechetto                              | Sala 95       | Q 1060              |
|      | Villa con portico e baldacchino | Micco Spadaro e Viviano Codazzi        | Sala 95       | 4185                |
|      | Battaglia tra Ebrei e Filistei | Andrea De Lione                        | Sala 95       | OA 8315             |
|      | La maestra di scuola | Aniello Falcone                        | Sala 95       | Q 1815              |
|      | Elemosina di santa Lucia | Aniello Falcone                        | Sala 95       | Q 1771              |
|      | Battaglia fra gli Ebrei e gli Amaleciti                                                                                               | Aniello Falcone                        | Sala 95       | Q 520               |
|      | Loggia con giardino | Christian Berentz e Carlo Maratta      | Sala 96       | Q 176               |
|      | Pere di giugno e luglio | Bartolomeo Bimbi                       | Sala 96       | Q 1237              |
|      | Pere di agosto con liuto | Bartolomeo Bimbi                       | Sala 96       | Q 1238              |
|      | Natura morta con pere e mele | Luca Forte                             | Sala 97       | DM 1319             |
|      | Natura morta con ciliegie, fragole e altri frutti                                                                                     | Luca Forte                             | Sala 97       | DM 1314             |
|      | Natura morta con testa di caprone | Giovan Battista Recco                  | Sala 97       | Q 1776              |
|      | Natura morta con pesci e tartarughe                                                                                                   | Giuseppe Recco                         | Sala 97       | Q 303               |
|      | Natura morta con fiori e frutta | Giuseppe Recco                         | Sala 97       | Q 301               |
|      | Ipomee e boules de neige | Andrea Belvedere                       | Sala 97       | Q 252               |
|      | Natura morta con coppa di cristallo                                                                                                   | Paolo Porpora                          | Sala 97       | Q 972               |
|      | Sottobosco con fiori, frutta, uccelli e pappagallo                                                                                    | Paolo Porpora                          | Sala 97       | Q 296               |
|      | Natura morta con anatre, frutta e girasoli                                                                                            | Giuseppe Recco                         | Sala 97       | IC 1603             |
|      | Natura morta con melograne, uva, fichi, mele e fiori                                                                                  | Luca Forte                             | Sala 97       | Q 1808              |
|      | Natura morta con ortaggi | Giovan Battista Ruoppolo               | Sala 97       | Q 1217              |
|      | Natura morta con ortaggi, fiasca e fiori                                                                                              | Giovan Battista Ruoppolo               | Sala 97       | Q 1203              |
|      | Interno di cucina con testa di caprone                                                                                                | Jusepe de Ribera                       | Sala 97       | -                   |
|      | Bagno di Diana | Pacecco De Rosa                        | Sala 100      | Q 491               |
|      | Apollo e Marsia | Jusepe de Ribera                       | Sala 100      | Q 511               |
|      | Apollo e Marsia | Luca Giordano                          | Sala 100      | Q 799               |
|      | Buon samaritano | Luca Giordano                          | Sala 100      | Q 1799              |
|      | Perseo taglia la testa di Medusa | Luca Giordano                          | Sala 101      | Q 1822              |
|      | Leda e il cigno | Luca Giordano                          | Sala 101      | Q 1258              |
|      | Natura morta con pesci | Giuseppe Recco                         | Sala 98-101   | Q 463               |
|      | Natura morta con frutta e fiori | Abraham Brueghel e Giuseppe Ruoppolo   | Sala 98-101   | Q 294               |
|      | Rinaldo e Armida | Andrea Vaccaro                         | Sala 98-101   | Q 989               |
|      | Susanna e i vecchioni | Andrea Vaccaro                         | Sala 98-101   | Q 988               |
|      | Venere e Marte | Pacecco De Rosa                        | Sala 98-101   | d'Avalos 166        |
|      | Venere, satiro e due amorini | Pacecco De Rosa                        | Sala 98-101   | d'Avalos Q 1002     |
|      | Lucrezia e Tarquinio | Luca Giordano                          | Sala 98-101   | Q 1678              |
|      | Venere dormiente con Cupido e satiro                                                                                                  | Luca Giordano                          | Sala 98-101   | d'Avalos 259        |
|      | Polifemo e Galatea | Luca Giordano                          | Sala 98-101   | d'Avalos 249        |
|      | San Nicola di Bari | Mattia Preti                           | Sala 102      | Q 258               |
|      | San Giovanni Battista | Mattia Preti                           | Sala 102      | Q 271               |
|      | Giuditta che decapita Oloferne | Mattia Preti                           | Sala 102      | Q 255               |
|      | Convito di Assalonne | Mattia Preti                           | Sala 102      | Q 254               |
|      | Convito di Baldassarre | Mattia Preti                           | Sala 102      | Q 263               |
|      | San Sebastiano | Mattia Preti                           | Sala 102      |                     |
|      | Bozzetto per gli affreschi votivi per la peste del 1656                                                                               | Mattia Preti                           | Sala 102      | Q 262               |
|      | Bozzetto per gli affreschi votivi per la peste del 1656                                                                               | Mattia Preti                           | Sala 102      | Q 265               |
|      | Santa Lucia condotta al martirio | Luca Giordano                          | Sala 103      | Q 1719              |
|      | Cristo deposto | Luca Giordano                          | Sala 103      | Q 272               |
|      | Sant'Alessio morente | Luca Giordano                          | Sala 103      | Q 264               |
|      | Estasi di san Nicola da Tolentino | Luca Giordano                          | Sala 103      | Q 309               |
|      | Elemosina di san Tommaso da Villanova                                                                                                 | Luca Giordano                          | Sala 103      | -                   |
|      | San Gennaro intercede presso la Vergine, Cristo e il Padre Eterno per la peste                                                        | Luca Giordano                          | Sala 103      | -                   |
|      | Madonna del Baldacchino | Luca Giordano                          | Sala 103      | Q 268               |
|      | San Francesco Saverio battezza gli indigeni                                                                                           | Luca Giordano                          | Sala 103      | Q 1120              |
|      | Santi patroni di Napoli adorano il crocifisso                                                                                         | Luca Giordano                          | Sala 103      | -                   |
|      | Madonna del Rosario | Luca Giordano                          | Sala 103      | Q 492               |
|      | La Sacra Famiglia ha la visione dei simboli della Passione                                                                            | Luca Giordano                          | Sala 103      | -                   |
|      | Autoritratto | Paolo De Matteis                       | Sala 104      | OA 8317             |
|      | Ritratto del principe di Tarsia | Francesco Solimena                     | Sala 104      | Q 1787              |
|      | Autoritratto | Francesco Solimena                     | Sala 104      | 3518                |
|      | Visione di san Benedetto | Francesco De Mura                      | Sala 104      | Q 222               |
|      | San Benedetto accoglie Totila | Francesco De Mura                      | Sala 104      | Q 218               |
|      | Enea e Didone | Francesco Solimena                     | Sala 104      | SM 1734             |
| -    | San Guglielmo d'Aquitania in penitenza                                                                                                | Domenico Antonio Vaccaro               | Sala 104      | -                   |
| -    | La Vergine con sant'Anna e san Gioacchino                                                                                             | Francesco De Mura                      | Sala 104      | Q 1809              |
|      | Carlo III d'Asburgo | Francesco Solimena                     | Sala 104      | -                   |
|      | Trionfo delle virtù | Giacomo del Pò                         | Sala 105      | 3860                |
|      | Massacro dei Giustiniani a Scio | Francesco Solimena                     | Sala 105      | Q 213               |
|      | Assunzione di Maria | Francesco De Mura                      | Sala 105      | Q 241               |
| -    | San Domenico resuscita il nipote del cardinale Orsini                                                                                 | Domenico Antonio Vaccaro               | Sala 105      | Q 1773              |
|      | Enea e la Sibilla | Corrado Giaquinto                      | Sala 106      | Q 223               |
| -    | Enea ai Campi Elisi | Pietro Bardellino                      | Sala 106      | Q 1786              |
|      | Ritratto di canonico | Gaspare Traversi                       | Sala 106      | Q 1788              |
|      | Ritratto di gentiluomo | Gaspare Traversi                       | Sala 106      | Q 1729              |
| -    | Trattenimento musicale | Gaspare Traversi                       | Sala 106      | Q 1807              |

## Collezione dell'Ottocento
Sono riunite le opere pittoriche facenti parte della collezione dell'Ottocento Privato, al piano ammezzato, e della Galleria dell'Ottocento, al terzo piano.
| Foto | Titolo                                | Autore                       | Sala   | Nº di inventario |
| ---- | ------------------------------------- | ---------------------------- | ------ | ---------------- |
|      | Studio per la Gita a Cava             | Filippo Palizzi              | Sala 4 | OA 7633          |
|      | Traversata degli Appennini - Ricordo  | Giuseppe De Nittis           | Sala 4 | PS 61            |
|      | La passeggiata nel parco              | Giovanni Boldini             | Sala 7 | OA 7663          |
| -    | La famiglia Carelli                   | Giacomo Balla                | Sala 7 | OA 8376          |
| -    | Sotto il Vesuvio di mattina           | Gioacchino Toma              | Sala 7 | -                |
| -    | Sotto il Vesuvio di sera              | Gioacchino Toma              | Sala 7 | -                |
|      | Vespri siciliani                      | Domenico Morelli             | -      | OA 8562          |
|      | Luisa Sanfelice in carcere            | Gioacchino Toma              | -      | OA 7798          |
|      | Autoritratto                          | Francesco Paolo Michetti     | -      | OA 7688          |
| -    | Autoritratto                          | Antonio Mancini              | -      | PS 305           |
|      | Lo strillone                          | Giovanni Boldini             | -      | OA 7681          |
|      | Campo di grano                        | Federico Rossano             | -      | PS 127           |
|      | Ozio e lavoro                         | Michele Cammarano            | -      | PS 9             |
| -    | Veduta di Porta Grande a Capodimonte  | Marco De Gregorio            | -      | OA 7791          |
|      | Gli Iconoclasti                       | Domenico Morelli             | -      | PS 74            |
|      | Uscita degli animali dall'Arca        | Filippo Palizzi              | -      | PS 44            |
| -    | Il trionfo di Mario                   | Francesco Saverio Altamura   | -      | PS 21            |
|      | I bersaglieri alla presa di Porta Pia | Michele Cammarano            | -      | PS 27            |
| -    | Il prato                              | Giuseppe Pellizza da Volpedo | -      | OA 7661          |

## Collezione contemporanea
Sono riunite le opere pittoriche facenti parte della collezione di arte contemporanea distribuite tra il secondo ed il terzo piano.
| Foto | Titolo                            | Autore              | Sala | Nº di inventario |
| ---- | --------------------------------- | ------------------- | ---- | ---------------- |
| -    | Vasca                             | Domenico Paladino   | -    | -                |
| -    | Relitto di 62.aktion trieste 1978 | Hermann Nitsch      | -    | -                |
| -    | Vesuvius                          | Andy Warhol         | -    | -                |
| -    | Composizione astratta             | Guido Tatafiore     | -    | -                |
| -    | È nata una larva                  | Domenico Spinosa    | -    | -                |
| -    | Tempo grigio                      | Domenico Spinosa    | -    | -                |
| -    | Animale                           | Raffaele Lippi      | -    | -                |
| -    | Resti di una città combusta       | Carmine Di Ruggiero | -    | -                |